# Canuto Ibarra Guerrero

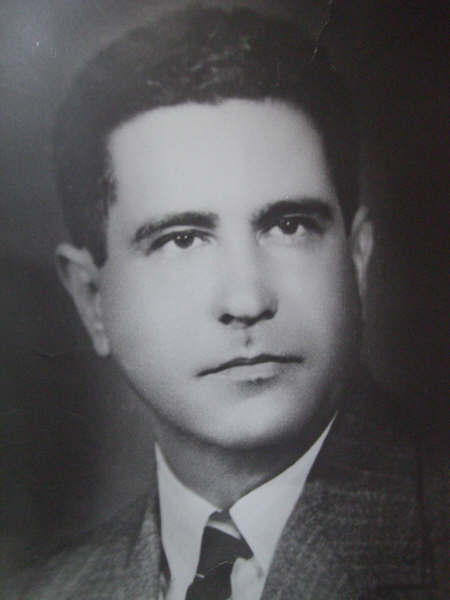

Canuto Ibarra Guerrero (1909-1975) fue un empresario, político y filántropo Mexicano que impulsó grandes cambios para el desarrollo económico del estado de Sinaloa durante las décadas de los 60 y 70.

## Inicios
Nacido en 1909 en El Fuerte, Sinaloa, vivió en su temprana edad en el Puerto de Mazatlán, en donde su padre trabajaba como inspector de correos. A sus 9 años de edad, su padre falleció dejando a su cargo la familia, de la cual asumió cargo trabajando como pescador, minero, y "officeboy" del entonces Banco de Mazatlán en Mazatlán, Sinaloa. Por último, y antes de iniciar por su cuenta al establecerse en Los Mochis, Sinaloa, trabajó como ayudante en un negocio de abarrotes y comercio en general de su tío Emilio Ibarra Almada junto con quien después fundó diversos negocios, llegando a la ciudad de Los Mochis a la edad de 16 años.

## Negocios
Canuto Ibarra, quien también fue conocido en la región como "El Zorro Plateado" en referencia a su cabello blanco, y a su reconocida astucia, logró formar con esfuerzo propio y a partir de prácticamente cero, un emporio empresarial sin precedentes en la región, compuesto por una Distribuidora Automotriz de General Motors (Mochis Automotriz SA), una Distribuidora de Maquinaria Agrícola de John Deere (Maquinaria Agrícola del Valle SA), una Distribuidora de llantas BF Goodrich, una Arrocera (Arrocera Santa Rosa SA), una Algodonera (Algodonera de los Mochis SA), un establo lechero (Establo Lechero Loreto SA) una pasteurizadora lechera (Pasteurizadora de Los Mochis SA), una Inmobiliaria (Inversiones Mochis SA), y un hotel (Hotel Colinas SA), entre otros negocios.
Es importante destacar que en esos tiempos (1930-1970), el estilo de hacer negocios en la región de Los Mochis era principalmente basado alrededor de la actividad del Ingenio Azucarero, fundado por el célebre Benjamin F. Johnston, bajo la idea del también célebre Albert K. Owen, quien a finales del siglo XIX, tuvo la visión de fundar una colonia basada en el socialismo utópico que sería sustentada en la producción del Ingenio Azucarero, y quien además ideó conectar por ferrocarril el Puerto de Topolobampo ubicado a unos cuantos kilómetros de Los Mochis con la ciudad de Kansas City, USA. Esta colonia se convertiría a la postre en lo que es hoy Los Mochis, en donde curiosamente aun sobrevive el trazo urbano cuadrado de amplias banquetas ideado para dicha colonia.
Observando lo anterior, es notoriamente célebre el que en aquellos tiempos, se haya ideado un consorcio empresarial de dicho corte, que incluía negocios en la industria primaria (producción de leche, mango, arroz, etc.), industriales (despepitadora de algodón, leche pasteurizada, etc.), comercialización (automóviles, maquinaria agrícola, etc.), y servicios (hotelería, inmobiliaria, etc.)
Además de fundar negocios, Canuto Ibarra Guerrero dejó también un enorme legado a su paso por las diversas instituciones tanto públicas como privadas que lideró. Durante su gestión como presidente de la Unión Ganadera Regional de Sinaloa, instituyó la entonces célebre Exposición Ganadera en el estado de Sinaloa con la finalidad de presentar mejores razas de ganado para mejorar la base o pie de cría con que se trabajaba entonces en el giro ganadero. También fundó el primer lienzo charro en Los Mochis. Junto con otros productores ganaderos, creó la primera industria pasteurizadora de la ciudad de Los Mochis.

## Vida Pública
En lo que fue quizá el primer ensayo democrático del Partido Revolucionario Institucional (PRI) bajo la dirección de Carlos A. Madrazo, Canuto Ibarra compitió en las primeras elecciones internas del partido en 1965, en donde ganó la candidatura con una mayoría virtualmente absoluta, para convertirse así en presidente municipal del municipio de Ahome en Sinaloa, cuya cabecera municipal es la ciudad de Los Mochis, durante el periodo de 1966-1968. Durante su gestión se iniciaron grandes obras para mejorar la infraestructura básica de la ciudad. Hay quienes dicen que de no haber sido por su temprana muerte en 1975, hubiera sido el candidato natural para la gubernatura del estado al término siguiente.
Desde su posición, tanto pública, como privada, apoyó enormemente la educación en todos sus rubros, y con gran énfasis hacia la gente sin recursos para estudiar, quizás motivado en parte a su propia experiencia ya que a él no le fue posible cursar más allá del sexto grado de primaria debido a la temprana muerte de su padre. De manera privada y quizás con apoyo de otras personalidades con el mismo interés, donó un terreno en donde se construiría el ahora Instituto Tecnológico de Los Mochis.
Además de la educación, también apoyó al deporte, en especial al béisbol, para lo cual, junto con un grupo de célebres personajes contribuyó a mantener el equipo local en la entonces "Liga de la Costa" (hoy Liga Mexicana del Pacífico) que por aquel tiempo parecía desintegrarse con la inminente salida de los Naranjeros de Hermosillo y los Yaquis de Obregón. Sin embargo, con el apoyo de este grupo de personas entre los cuales estaban su tío y socio, Emilio Ibarra Almada, su hermano Amadeo Ibarra Guerrero, Enrique Stone, José Torres, Dumit Hallal entre otros, el equipo local logró mantenerse y en cierta forma también la liga misma. En honor a esto el actual estadio del club cañeros lleva el nombre de Estadio Emilio Ibarra Almada.

## Muerte
Finalmente, tras un inesperado derrame cerebral, Canuto Ibarra falleció en la ciudad de Culiacán, Sinaloa el 27 de mayo de 1975 dejando atrás un exitoso grupo empresarial que si bien no sobrevivió, su legado de generosidad, humildad, y de éxito en base al trabajo quedaron en cambio marcados en la memoria de la ciudad de Los Mochis, Sinaloa en donde una de las principales vías (anteriormente Blvd de las Cañas) hoy lleva su nombre.